# Nueva Chontalpa
La localidad de Nueva Chontalpa está situada en el municipio de Carmen en el estado de Campeche. Tiene 755 habitantes. Dentro de todos los pueblos del municipio, ocupa el número 19 en cuanto a número de habitantes. Nueva Chontalpa está a 38 metros de altitud.

## Costumbres y Tradiciones
Nueva Chontalpa es una localidad Plural pues posee culturas de diferentes estados 
""Fiesta de Fin de Año"" 
En nueva chontalpa esta como en todos los lugares es una de las fiestas más importantes, dando las 00:00 horas del 1 de enero se tiene la tradición de quemar el muñeco de fin de año 
""Feria del Pueblo""
La feria del es una de las más importantes pues cada 19 de marzo se preparan para salir a la plaza Y ser parte de la feria del pueblo el proceso comienza desde el último sábado de febrero o primer sábado de marzo donde qué realiza la elección de reina de la feria está por voto popular la cual será el centro de atención durante los días de feria.

## Historia de Nueva Chontalpa
Fundación
La Fundación de Nueva Chontalpa remota al año de 1962, lo que hoy se conoce con dicho nombre era una zona de deforestación; un trabajador de aquella zona le comento a Manuel Notario que eran tierras no disputadas y que podrían ser convertidas en núcleo agrario; es por ello que Manuel Notario y  un grupo de campesinos proveniente de Tabasco la nombraron como Tres cruces en referencia a las primeras tres personas que ya habían sido sepultadas en la localidad . El 10 de octubre de 1967 Manuel Notario logró obtener los documentos de la localidad a la hora de asentar a la localidad se decidió que sería llamada Nueva Chontalpa ya que el fundador  Manuel Notario era originario de Chontalpa, Tabasco, y la población mayormente era de esa entidad aunque Manuel Notario deseaba que se llamara Tres Cruces.
Ocupación territorial
A partir de 1968 se comenzó la llegada de personas a  la ranchería, con el objetivo de obtener un terreno de la comunidad, pues se pretendía que en años futuros la ranchería se convirtiera en un ejido, y empezaron a llegar personas de Tabasco, Veracruz, Puebla, y Chiapas.
Origen de la fiesta del 21 de marzo
Tras la construcción de la Escuela Primaria en 1977  Manuel Notario dijo que se llamaría   Benito Juárez los pobladores deseaban que anualmente se hiciera una fiesta en la localidad se planteaba que se celebrara el 12 de diciembre pero Manuel Notario decidió que se celebraría la llegada de la primavera y el Natalicio de don Benito Juárez desde entonces la fiesta de la localidad se realiza el 19, 20, 21 de marzo  de cada año.
Repartición de tierras ejidales y creación de ejido
A partir de 1993 oficialmente Nueva Chontalpa se convertiría en ejido, pues el entonces presidente de la república Carlos Salinas de Gortari repartió los títulos de propiedad a los que estaban asentados en la comunidad. La repartición fue equitativa pues a cada ejidatario se le cedió terreno de 40 m2 para la construcción de sus viviendas y una parcela para uso pecuario y agrícola. Además se creó la asamblea ejidataria que se mantiene hasta nuestros días.
Disputa entre los municipios de Carmen y Escárcega por Nueva Chontalpa
Tras la creación del municipio de Escárcega en 1990, Nueva Chontalpa se integró a este municipio, pero en 1997 el municipio de Carmen reclamó al ejido, dado que Nueva Chontalpa se reintegró al municipio en 1997 quedando bajo la jurisdicción de Carmen hasta nuestros días.
Significado de Nueva Chontalpa
Como sabemos Chontalpa proviene del estado de Tabasco y la palabra Chontalpa se traduce como "lugar de los chontales", por lo que Nueva Chontalpa significaría "lugar de los nuevos chontales".

## Demografía
En la localidad hay 397 hombres y 358 mujeres, de los cuales 544 son mayores de 18 años.

## Política
La Agencia Municipal es la representación política y administrativa del Ayuntamiento en sus localidades y debe cumplir y hacer cumplir el Bando de Policía y Buen Gobierno, reglamentos municipales, circulares y demás disposiciones de carácter general dentro de su localidad, Auxiliar a las autoridades federales, estatales y municipales,  Electo por medio de una convocatoria emitida por el Ayuntamiento en el mes de noviembre cada 3 años.
Lista de los Ultimos Agentes Municipales de Nva. Chontalpa
| Nombre                          | Periodo   |
| ------------------------------- | --------- |
| José Manuel Notario (Fundación) | 1967-1993 |
| Guillermo Hernández             | 1994-2000 |
| Juan Lopéz Calderón             | 2001-2003 |
| Jesús Hernández Trujillo        | 2004-2006 |
| Primitivo Priego                | 2007-2009 |
| Francisco Hernández Hernández   | 2010-2012 |
| Lucio Hernández Hernández       | 2013-2015 |
| Ruffo Lopéz Calderón            | 2016-2018 |
| Artermio Godines Rocha          | 2019-2021 |
| Víctor Jovany Hernández Bernabé | 2022-2024 |
| Marcelo Hernandez Calcaneo      | 2025-2027 |

Comisariado Ejidal:
El comisariado ejidal es el órgano de representación y gestión administrativa de un ejido, y se encarga de ejecutar los acuerdos de la asamblea ejidal, Electos cada 3 años en la Asamblea Ejidal del mes de noviembre, cabe recalcar que solo son electos por la Asamblea Ejidal
Asamblea Ejidal
La asamblea ejidal es el órgano principal de un ejido y está formada por todos los ejidatarios. Es el órgano supremo del ejido y sus acuerdos son obligatorios para todos, incluso para los ausentes y disidentes,Su Composición es Permanente y sus miembros son remplazados solo por Sucesión o traslado de Derechos